# Сарекенов, Данияр Кабидоллаевич
Данияр Кабидоллаевич Сарекенов (род. 25 сентября 1971) — казахстанский государственный деятель, дипломат, посол Казахстана в Малайзии, Брунее, Индонезии и на Филиппинах. Сын известного казахстанского ученого Кабидоллы Сарекенова.

## Биография
В 1993 году окончил исторический факультет Казахского национального университета им. Аль-Фараби.
С 1993 по 1997 год занимал различные должности в министерстве иностранных дел Республики Казахстан. Был референтом, атташе, третьим секретарём Департамента азиатских стран.
В 1997 году назначен атташе и третьим секретарём посольства Казахстана в Республике Корея. Пребывал в Корее до 2000 года, затем назначен первым секретарём и начальником управления Департамента международного экономического сотрудничества МИД Казахстана. В 2002—2003 годах начальник управления Департамента Ближнего Востока и Африки, в 2003—2004 годах начальник отдела Департамента Азии и Африки.
В 2004 году назначен заместителем начальника отдела по внешним связям Канцелярии премьер-министра Республики Казахстан. Занимал эту должность до 2006 года, затем возвратившись в МИД на пост заместителя директора Департамента Азии и Африки.
В 2007—2011 годах занимал посты советника и советника-посланника посольства Казахстана в Японии. Советник, Советник-посланник Посольства Республики Казахстан в Японии. После этого вернулся в Казахстан на должность заместителя директора Департамента Азии и Африки МИД.
С апреля 2013 года — снова на выездной дипломатической работе. До сентября 2013 года — советник-посланник посольства Казахстана, а с сентября 2013 по мая 2019 года Чрезвычайный и полномочный посол Республики Казахстан в Малайзии. С февраля 2015 года одновременно Чрезвычайный и полномочный посол Республики Казахстан в Бруней-Даруссаламе (по совместительству).
С мая 2019 года по 23 октября 2023 года — Чрезвычайный и полномочный посол Республики Казахстан в Индонезии, с мая 2020 года по 23 октября 2023 года — в Республике Филиппины (по совместительству). В июне 2020 года был аккредитован как посол Казахстана в АСЕАН.
Дипломатический ранг — советник 1 класса.